# Zmarzły Kocioł

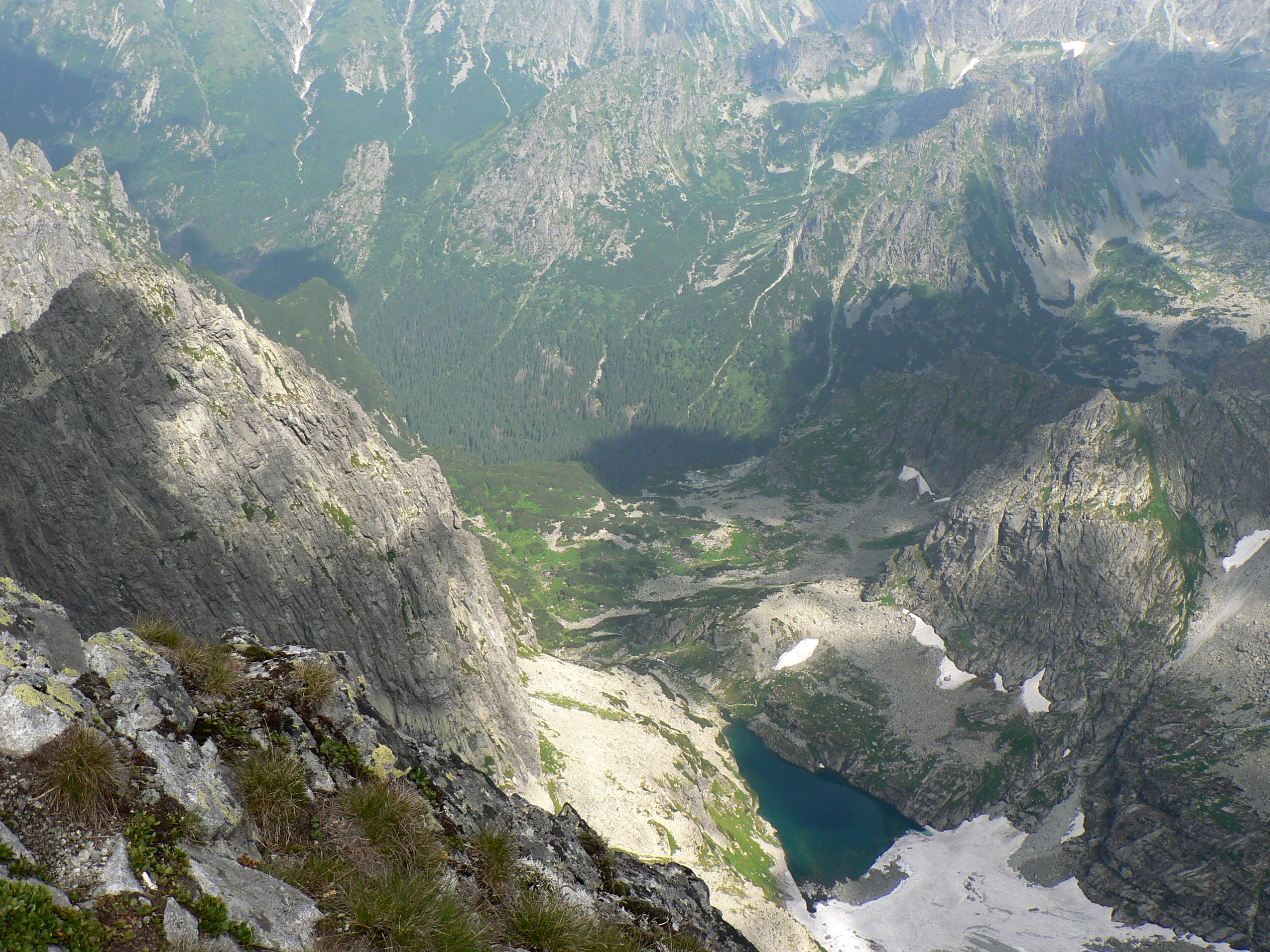
Widok z Rysów na Zmarzły Kocioł i Dolinę Ciężką

Zmarzły Kocioł – kocioł lodowcowy w Dolinie Ciężkiej w Tatrach Słowackich. Na jego dnie znajduje się Zmarzły Staw. Autorem nazwy kotła jest Władysław Cywiński.
Zmarzły Kocioł znajduje się w głównym ciągu Doliny Ciężkiej i jest jej górnym piętrem. Od północno-zachodniej strony wznoszą się nad nim ściany Ciężkiej Turni, od zachodniej Rysów, od południowo-zachodniej Wysokiej, od wschodniej Ganku, od południowo-wschodniej Kaczej Turni. Pod ścianą Galerii Gankowej, wschodnią ścianą Rysów i południową Ciężkiej Turni znajdują się trzy zasypane piargami tarasy, do Zmarzłego Stawu opadające gładkimi ścianami. Ściana opadająca z tarasu spod Ciężkiej Turni (Zmarzłe Spady) ma wysokość 80 m. Środkowa ściana (Spady pod Rysami) i lewa (patrząc od dołu) mają wysokość 40 m. Powyżej Spadów pod Rysami i Zmarzłych Spadów znajduje się Ciężki Kocioł. Pomiędzy środkowym a prawym pasem tych ścian opada z Ciężkiego Kotła do niższej części Doliny Ciężkiej żleb. 